# Donald Maclean (spion)

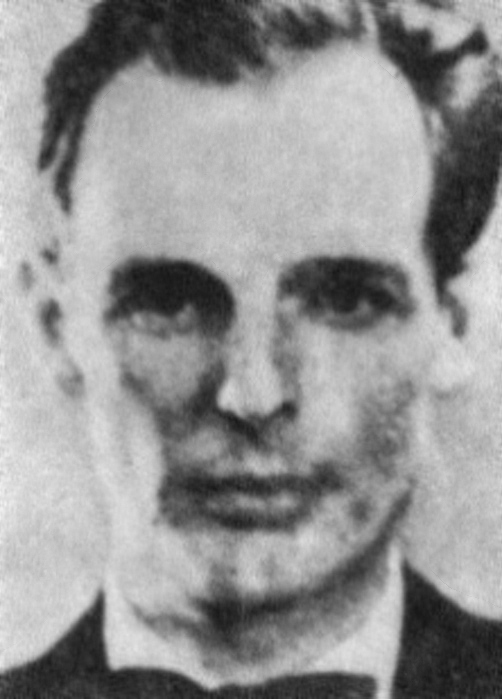
Donald Maclean

Donald Duart Maclean (Marylebone Londen, 25 mei 1913 – Moskou, 6 maart 1983) was een Brits diplomaat, behorend tot de groep die de geschiedenis is ingegaan als de Cambridge Five, spionnen voor de Sovjet-Unie tijdens de Tweede Wereldoorlog en daarna. Hij werd gerekruteerd door de Russische geheime dienst toen hij studeerde in Cambridge. Veel wetenschappers zijn van mening dat zijn acties mede hebben geleid tot de blokkade van Berlijn in 1948 en tot het begin van de Koreaanse oorlog. Hij was de zoon van de liberale politicus Sir Donald Maclean, die de partijleider was voor de oppositie in de jaren na de Eerste Wereldoorlog.

## Ontmaskering
Toen een ander lid van de Cambridge Five, Kim Philby, op de Britse ambassade in Washington D.C. werkte, ontdekte hij dat de Britse en Amerikaanse geheime diensten - aan de hand van geheim materiaal uit Project Venona - zochten naar een mol met de codenaam "Homer" die had gewerkt op de ambassade. Hij ontdekte dat Maclean op de lijst van verdachten stond. In eerste instantie richtte het onderzoek zich vooral op het lagere personeel omdat de Britten zich niet goed konden voorstellen dat een hoge diplomaat "King and country" zou verraden. Toen de aandacht toch op Maclean kwam te liggen, vroeg Philby aan Guy Burgess, die ook op de ambassade werkte en bij Philby in huis woonde, om Maclean te waarschuwen toen Burgess werd teruggeroepen naar Engeland vanwege "slecht gedrag".
In de vroege zomer van 1951 haalden Burgess en Maclean wereldwijd de voorpagina's van de kranten nadat ze op 25 mei voor vakantie naar Parijs zouden zijn vertrokken en men niets meer van hen hoorde. Het vermoeden bestond dat ze naar de Sovjet-Unie of een van de satelietstaten wilden reizen. Hoewel Burgess niet verdacht werd, verdween ook hij. Er zijn aanwijzingen dat Burgess dacht Maclean alleen te begeleiden (omdat deze op de rand van een zenuwinzinking stond) en verwachtte terug te keren naar Engeland, maar eenmaal in Moskou werd tegengehouden door de KGB. In 1956 gaven beide in Moskou een persconferentie waarmee alles duidelijk werd. Als beloning voor zijn spionageactiviteiten werd hij benoemd tot kolonel van de KGB.